# Becky Brewerton
Becky Brewerton, née le 20 octobre 1982 à St Asaph, est une golfeuse galloise

## Biographie
Après avoir disposé de deux invitations sur le Ladies European Tour durant l'année 2002, elle obtient sa carte pour ce circuit lors des qualifications 2003. Pour sa première saison, elle termine à la 8e place du classement à l'Ordre du Mérite, puis à la 19e l'année suivante.
Sa meilleure année se situe en 2007. Sa victoire lors du Ladies English Open ainsi que quatre autres places dans le Top 10 lui permettent d'obtenir une place pour la Solheim Cup 2007.

## Palmarès

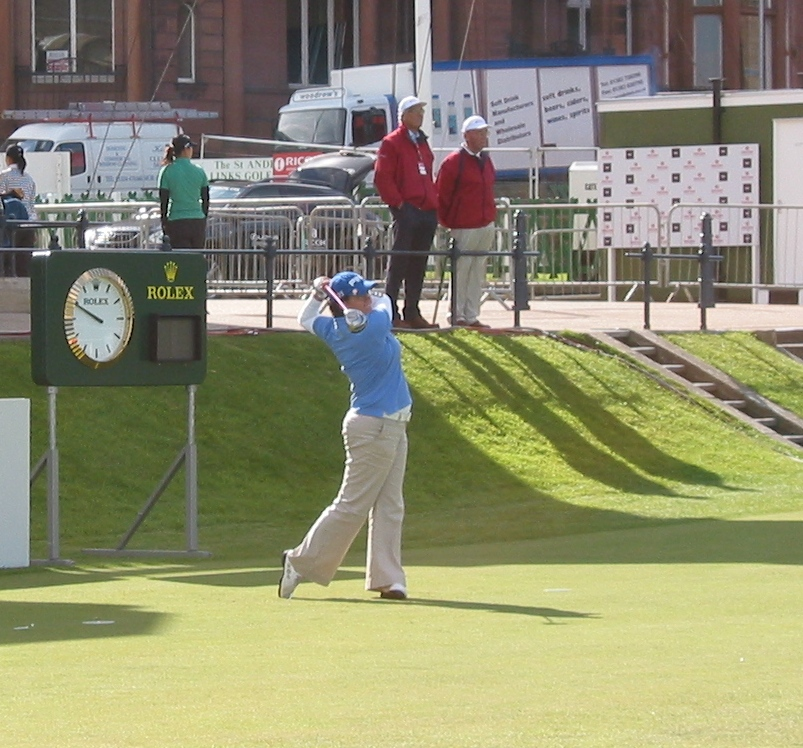
Becky Brewerton lors de l'Open britannique dames 2007

### Solheim Cup
- Solheim Cup 2007 : Victoire des États-Unis par 16 à 12 (1 victoire, 1 nul, 1 défaite)
- Solheim Cup 2009 : Victoire des États-Unis par 16 à 12 (2 victoires, 2 défaites)

### Ladies European Tour
- 2007 : Ladies English Open
- 2009 : Open d'Espagne féminin